# Bulletin de l’Institut Français d’Archéologie Orientale
O Bulletin de l’Institut Français d’Archéologie Orientale ("Boletim do Instituto Francês de Arqueologia Oriental"), ou BIFAO é uma revista científica que contém artigos acadêmicos relacionados ao estudo da Egiptologia.
Publicado anualmente no Cairo desde 1901 pelo Institut Français d'Archéologie Orientale, esta é uma das mais antigas e conhecidas revistas de egiptologia.
Embora seja essencialmente uma publicação em francês ISSN 0255-0962, artigos escritos em outros idiomas (principalmente em inglês e alemão) são também aceitos.
O site oficial do Institute fornece um índice online de artigos do BIFAO. Para edições de 1901 (Vol.1) a 1985 (Vol.85), cada ártigo tem um link em para um arquivo PDF do artigo.
Atualmente, o Bulletin tem uma figura diferente na capa de cada edição.